# Косматый

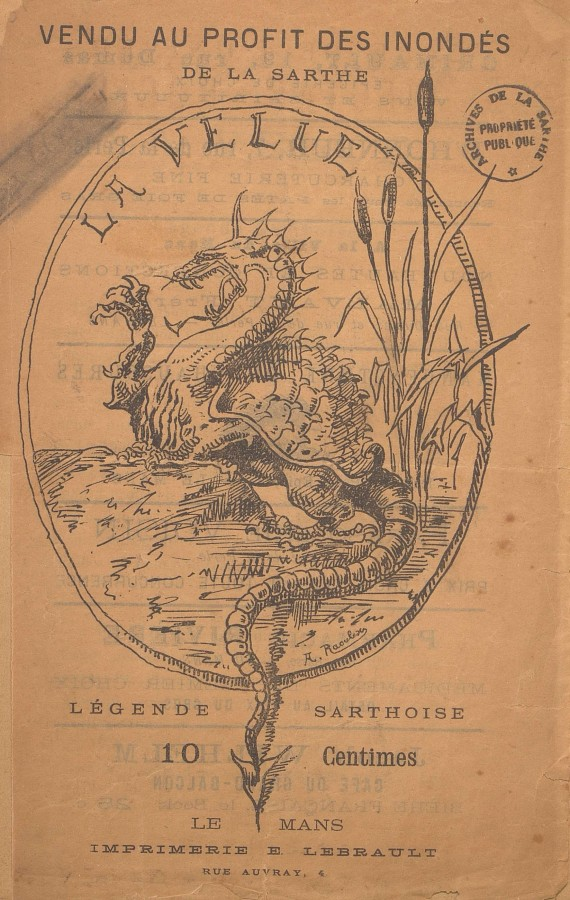
Косматый зверь из Ла-Ферте-Бернар

Косматый (фр. La Velue, исп. Peluda, англ. The Shaggy Beast (или The Hairy Beast) of La Ferté-Bernard) — огнедышащее водное чудовище, которое, по легенде, обитало в реке Уин, Франция, в период позднего Средневековья.

## Описание
Размером с быка, Косматый имел преимущественно зелёный окрас, голову и хвост змеи, большие черепашьи ноги и тело дикобраза, покрытое длинными космами меха со спрятанными в них ядовитыми иглами, которыми Косматый мог поражать жертву на расстоянии. Был способен вызывать наводнения и изрыгать огонь изо рта. Мог убить человека одним ударом лапы или хвоста.

## Сюжет легенды
Согласно легенде, этот зверь не был взят в Ноев ковчег, однако смог пережить Всемирный потоп.
Косматый жил в Уин, реке, пересекающей французский департамент Сарта, и совершал набеги на близлежащие окрестности, включая и старый город Ла-Ферте-Бернар, который, несмотря на все свои укрепления, был беззащитен перед ним. Косматый убивал жителей города и пожирал весь домашний скот. Когда его преследовали, он отступал в реку Уин и провоцировал наводнение, уничтожая урожай и вызывая голод.
Косматый также похищал детей и молодых девушек. После того, как он похитил самую добродетельную девушку Ла-Ферте-Бернар по имени l’Agnelle («Маленький ягненок»), её жених вызвался сразиться с чудовищем на мосту Ивре-л’Эвек и убил его, поразив Косматого мечом в хвост — единственное уязвимое место. l’Agnelle была спасена, а из Косматого обрадованные жители города сделали чучело.

## Происхождение легенды
Легенда, связанная с этим существом, вероятно, родилась в городе Ла-Ферте-Бернар в департаменте Сарта, расположенном в регионе Пеи-де-ла-Луар, в период Столетней войны. Однако упоминания о его существовании также были найдены во французских пергаментах, датируемых 1030 годом.
Некоторые исследователи считают, что миф о Косматом имеет то же происхождение, что и миф о Тараске. Другие относят это существо к классу виверн или драконов.

## След в культуре
Брошюра «La Velue» была напечатана в 1889 году в Сарте, и на её обложке можно обнаружить, вероятно, первое напечатанное изображение Косматого. Другая иллюстрация Косматого встречается в книге Жана Поля Ронекера Le Dragon (2004).
В Ла-Ферте-Бернар образ Косматого активно используется для популяризации города среди туристов.
Терракотовый дракон, останки которого обнаружены в саду аббатства Нотр-Дам-де-Тюффе (работа датируется XVII—XVIII вв.), очевидно, являлся изображением Косматого. Также в Тюффе в 2007 году на площади, выходящей на Эглиз Сен-Пьер и Сен-Поль, был установлен фонтан в виде Косматого.
Косматый включён в бестиарий Хорхе Луиса Борхеса «Книга вымышленных существ» (Косматый зверь из Ла-Ферте Бернар).
Косматый — персонаж мультсериала «Семейство Сатурдей», который транслировался на Cartoon Network с 2008 по 2010 год. В мультфильме он носит испанский вариант своего имени — Peluda. Он также появляется в видеоигре (адаптации мультфильма): The Secret Saturdays: Beasts of the Fifth Sun3, выпущенной в 2009 году и доступной для Nintendo DS и PS2.